# Katherine Sebov
Katherine Sebov (Toronto, 5 januari 1999) is een tennisspeelster uit Canada. Sebov begon met tennis toen zij acht jaar oud was. Haar favoriete ondergrond is hardcourt en gras. Zij speelt rechtshandig en heeft een tweehandige backhand. Zij is actief in het internationale tennis sinds 2014.

## Loopbaan

### Enkelspel
Sebov debuteerde in 2014 op het ITF-toernooi van Gatineau (Canada). Zij stond in 2017 voor het eerst in een finale, op het ITF-toernooi van Granby (Canada) – zij verloor van de Italiaanse Cristiana Ferrando. In 2018 veroverde Sebov haar eerste titel, op het ITF-toernooi van Saguenay (Canada), door de Nederlandse Quirine Lemoine te verslaan. Tot op heden(april 2023) won zij drie ITF-titels, de meest recente in 2023 in Toronto (Canada).
In 2017 kwalificeerde Sebov zich voor het eerst voor een WTA-hoofdtoernooi, op het toernooi van Hawaï. Haar beste resultaat op de WTA-toernooien is het bereiken van de kwartfinale.
In 2023 kwalificeerde Sebov zich voor het eerst voor een grandslamtoernooi, op het Australian Open. In april kwam zij binnen op de top 150.
Haar hoogste notering op de WTA-ranglijst is de 136e plaats, die zij bereikte in april 2023.

### Dubbelspel
Sebov was in het dubbelspel minder actief dan in het enkelspel. Zij debuteerde in 2013 op het ITF-toernooi van Toronto (Canada), samen met Charlotte Petrick. Zij stond in 2021 voor het eerst in een finale, op het ITF-toernooi van Jablonec nad Nisou (Tsjechië), samen met de Poolse Maja Chwalińska – hier veroverde zij haar eerste titel, door het Tsjechische duo Lucie Havlíčková en Linda Klimovičová te verslaan.

### Tennis in teamverband
In de periode 2017–2023 maakte Sebov deel uit van het Canadese Fed Cup-team – zij vergaarde daar een winst/verlies-balans van 4–3.

## Posities op deWTA-ranglijst
Positie per einde seizoen:
| jaar | rang enkelspel | rang dubbelspel |
| ---- | -------------- | --------------- |
| 2015 | 881            | –               |
| 2016 | 570            | –               |
| 2017 | 270            | –               |
| 2018 | 219            | 602             |
| 2019 | 256            | 595             |
| 2020 | 270            | 767             |
| 2021 | 344            | 952             |
| 2022 | 222            | 449             |

## Palmares

### Gewonnen ITF-toernooien enkelspel
| nr. | finale     | toernooi | dotatie | ondergrond    | tegenstandster in finale | score    |
| --- | ---------- | -------- | ------- | ------------- | ------------------------ | -------- |
| 1.  | 2018-10-28 | Saguenay | $60.000 | hardcourt (i) | Quirine Lemoine          | 7-6, 7-6 |
| 2.  | 2022-12-25 | Tauranga | $25.000 | hardcourt     | Michaela Bayerlová       | 6-0, 6-4 |
| 3.  | 2023-03-05 | Toronto  | $25.000 | hardcourt (i) | Himeno Sakatsume         | 6-4, 7-6 |

## Resultaten grandslamtoernooien
| Legenda | Legenda                          |
| ------- | -------------------------------- |
| g.t.    | geen toernooi gehouden           |
| l.c.    | lagere categorie                 |
| –       | niet deelgenomen                 |
| G       | uitgeschakeld in de groepsfase   |
| 1R      | uitgeschakeld in de eerste ronde |
| 2R      | uitgeschakeld in de tweede ronde |
| 3R      | uitgeschakeld in de derde ronde  |
| 4R      | uitgeschakeld in de vierde ronde |
| KF      | uitgeschakeld in de kwartfinale  |
| HF      | uitgeschakeld in de halve finale |
| F       | de finale verloren               |
| W       | het toernooi gewonnen            |
| w-v     | winst/verlies-balans             |

### Enkelspel
| toernooi        | 2023 |
| --------------- | ---- |
| Australian Open | 1R   |
| Roland Garros   |      |
| Wimbledon       |      |
| US Open         |      |